# Bogdan Paprocki

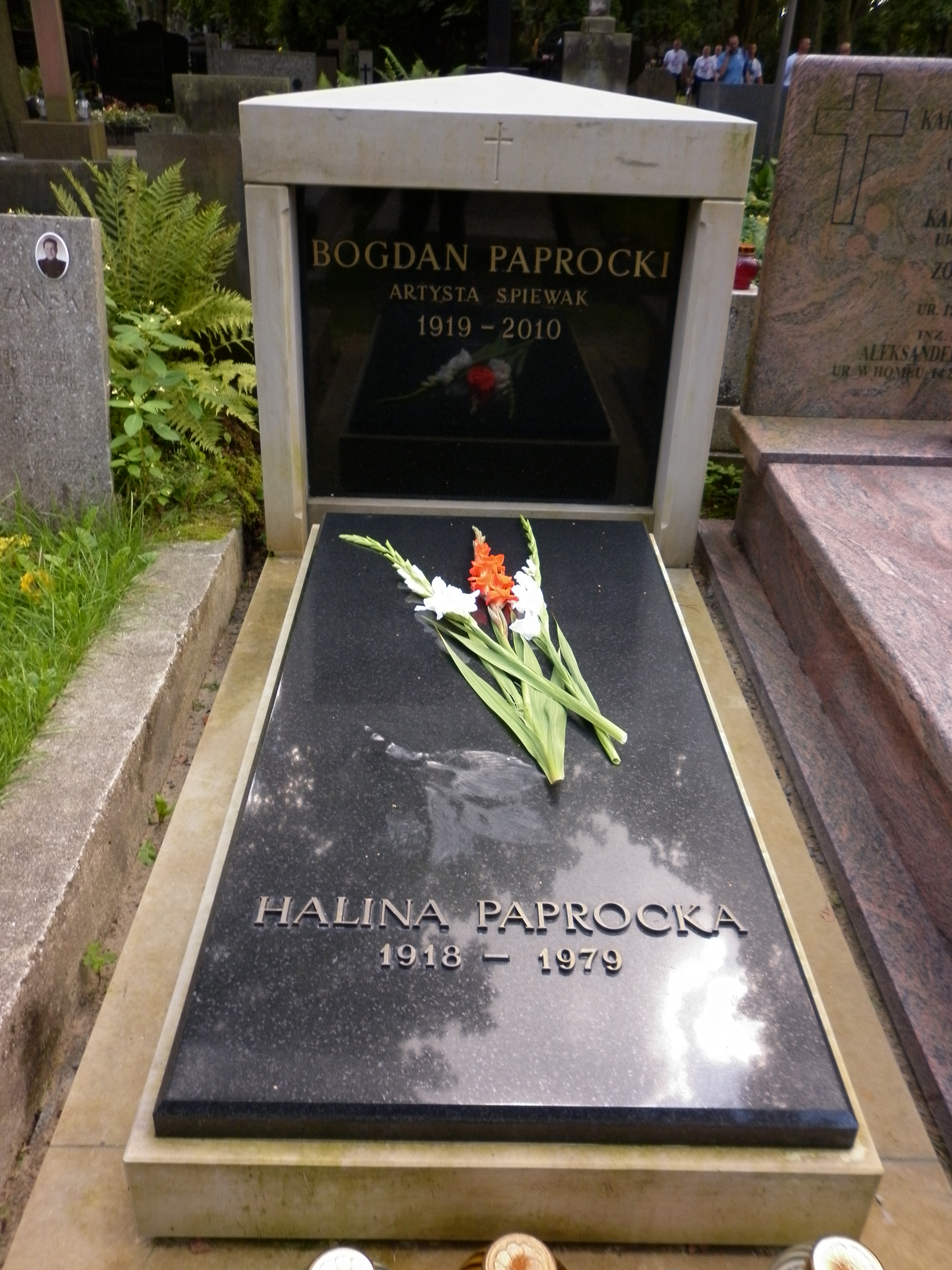
Grób Bogdana Paprockiego na cmentarzu Wojskowym na Powązkach w Warszawie

Bogdan Stanisław Paprocki (ur. 23 września 1919 w Toruniu, zm. 3 września 2010 w Warszawie) – polski śpiewak operowy (tenor).

## Życiorys
Urodził się w wielodzietnej, nauczycielskiej rodzinie (miał dwanaścioro rodzeństwa). Jako uczeń lubelskiego gimnazjum śpiewał w szkolnym chórze i w kościele, a potem w kwartecie rewelersów w Podchorążówce Rezerwy Piechoty w Zamościu. Zmobilizowany, w 1939 wraz z 9. Pułkiem Piechoty z Chełma Lubelskiego, w randze podchorążego bronił przeprawy przez most na Bugu w Dorohusku. Po kapitulacji konspirował w Lublinie. Naukę śpiewu rozpoczął pod kierunkiem Eugeniusza Koppa w Lublinie w 1943. 9 lipca 1944 wystąpił z pierwszym publicznym koncertem. Dalsze studia wokalne odbył u Ignacego Dygasa, będąc już solistą Reprezentacyjnego Zespołu Wojska Polskiego. Zawodową karierę śpiewaczą rozpoczął w Operze Śląskiej w Bytomiu w 1946, grając Alfreda w operze La Traviata Giuseppe Verdiego. Od 1948 roku należał do PZPR. Wielokrotnie śpiewał role Jontka w operze Halka i Stefana w operze Straszny dwór. Paprocki jest znany także jako interpretator i wykonawca również innych pieśni i arii Stanisława Moniuszki. Jego repertuar był bardzo szeroki, obejmując twórczość takich kompozytorów jak: Gioacchino Rossini, Gaetano Donizetti, Charles Gounod, Georges Bizet, Giacomo Puccini, Jacques Offenbach i in..
Zmarł w Warszawie, pochowany 10 września 2010 na cmentarzu Wojskowym na Powązkach (kwatera A10-5-26).

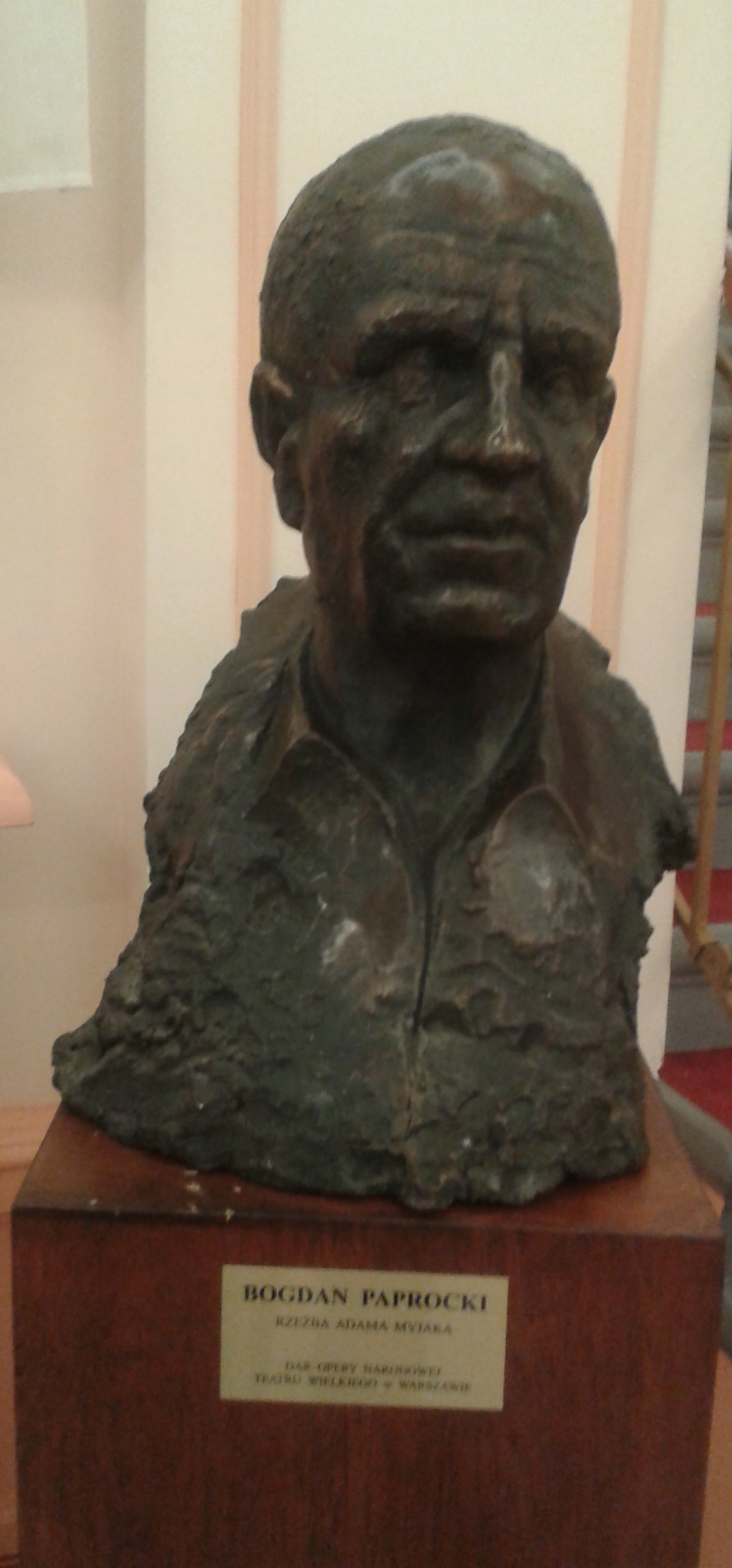
Bogdan Paprocki- popiersie w gmachu Opery Śląskiej w Bytomiu, rzeźba Adama Myjaka

## Ordery i odznaczenia
- Order Sztandaru Pracy I klasy (1975)
- Krzyż Komandorski z Gwiazdą Orderu Odrodzenia Polski (1997)
- Order Sztandaru Pracy II klasy (1964)
- Krzyż Komandorski Orderu Odrodzenia Polski (1959)[6]
- Krzyż Oficerski Orderu Odrodzenia Polski (19 lipca 1955)[7]
- Krzyż Kawalerski Orderu Odrodzenia Polski (15 lipca 1954)[8]
- Złoty Krzyż Zasługi (22 lipca 1952)[9]
- Medal 30-lecia Polski Ludowej[3]
- Medal 10-lecia Polski Ludowej (28 lutego 1955)[10]
- Odznaka honorowa „Zasłużony dla Kultury Polskiej” (1989)
- Odznaka „Zasłużony Działacz Kultury” (1969)

## Nagrody i wyróżnienia
- Wyróżnienie Podkomitetu Literatury i Sztuki Nagrody Państwowej za wybitne osiągnięcia w dziedzinie wokalistyki (1955)[11]
- Nagroda Ministra Kultury i Sztuki I stopnia (1973)[12]
- Teatralna Nagroda Muzyczna im. Jana Kiepury – Nagroda Specjalna za całokształt pracy muzycznej (2009)
- Śląska Nagroda im. Juliusza Ligonia (2009)
- Medal miasta Bytomia (2009)
- Opera Medal przyznawany przez Komitet Harriet Cohen International Music Award (1960, Wielka Brytania)